# Willie Cunningham (labdarúgó, 1930)
William „Willie” E. Cunningham (Antrim, 1930. május 17. – Dunfermline, 2007. augusztus 31.) északír labdarúgóhátvéd, edző.

## Pályafutása
1950 és 1954 között a skót St. Mirren, 1954 és 1960 között az angol Leicester City, 1960 és 1963 között a skót Dunfermline Athletic labdarúgója volt.
1951 és 1962 között 30 alkalommal szerepelt az északír válogatott, melynek tagjaként részt vett az 1958-as svédországi világbajnokságon.
1964 és 1974 között Skóciában edzősködött. 1964 és 1967 között a Dunfermline Athletic, 1968 és 1972 között a Falkirk, 1973–74-ben a St. Mirren vezetőedzőjeként tevékenykedett.